# Gauliga Eichsfeld
Die Gauliga Eichsfeld war eine der obersten Fußballligen des Verbandes Mitteldeutscher Ballspiel-Vereine (VMBV). Sie wurde 1927 ins Leben gerufen und bestand bis zur Auflösung des VMBV 1933. Der Sieger qualifizierte sich für die Endrunde der mitteldeutschen Fußballmeisterschaft.

## Überblick
Der Gau Eichsfeld wurde zur Spielzeit 1927/28 für die Vereine aus dem Eichsfeld gegründet. Diese traten vorher im Gau Kyffhäuser an, wobei nur der FC Brochthausen und der FC 1911 Heiligenstadt 1926/27 erstklassig spielten. Die erstklassige Gauliga wurde anfangs mit acht Teilnehmern ausgespielt, es folgte eine Erhöhung auf neun Vereine zur Spielzeit 1929/30, bevor die oberste Liga ab 1931/32 wieder mit acht Mannschaften ausgetragen wurde.
Im Zuge der Gleichschaltung wurde der VMBV und demzufolge auch die Gauliga Eichsfeld, wenige Monate nach der Machtübernahme der Nationalsozialisten im Jahre 1933 aufgelöst. Das Eichsfeld wurde nun auch fußballerisch getrennt, die Vereine aus dem Teil vom Eichsfeld, der zur Provinz Hannover gehörte, wurden dem Sportgau Niedersachsen zugeteilt, die Vereine aus dem sächsischen Teil hingegen wurden dem Sportgau Mitte zugeordnet. Kein Verein aus dem Eichsfeld qualifizierte sich für die neu eingerichteten erstklassige Gauligen, stattdessen wurden die Vereine in die jeweiligen unteren Spielklassen eingeordnet. 
Die Gauliga Eichsfeld wurde während der gesamten Austragung vom VfL 08 Duderstadt dominiert, der sämtliche Gaumeisterschaften gewinnen konnte.

## Einordnung
Die übermäßige Anzahl an erstklassigen Gauligen innerhalb des VMBVs hatte eine Verwässerung des Spielniveaus verursacht, es gab teilweise zweistellige Ergebnisse in den mitteldeutschen Fußballendrunden. Die Vereine aus der Gauliga Eichsfeld gehörten zu den spielschwächsten Vereinen im Verband. Nur 1931/32 konnte der VfL Duderstadt mit einem überraschenden 9:7-Sieg über den SC Erfurt, seines Zeichens Gaumeister Nordthüringens, die erste Runde in der mitteldeutschen Fußballendrunde überstehen. Bei allen weiteren Teilnahmen scheiterte Duderstadt bereits in der ersten Runde, 1928/29 (3:11 gegen den SV Preußen Langensalza) und 1932/33 (1:13 gegen den SC Erfurt) gab es gar zweistellige Niederlagen.
In die ab 1933 eingeführten Gauligen konnten die Eichsfelder Vereine nicht vordringen, einzig der FC Brochthausen stand in der Aufstiegsrunde zur Gauliga Niedersachsen 1937/38.

## Meister der Gauliga Eichsfeld 1928–1933
| Jahr    | Gaumeister Eichsfeld | Abschneiden mitteldt. Meisterschaft a | Mitteldeutscher Meister |
| ------- | -------------------- | ------------------------------------- | ----------------------- |
| 1927/28 | VfL 08 Duderstadt    | 1. Vorrunde (1)                       | FC Wacker Halle         |
| 1928/29 | VfL 08 Duderstadt    | 1. Vorrunde (1)                       | Dresdner SC             |
| 1929/30 | VfL 08 Duderstadt    | 1. Vorrunde (1)                       | Dresdner SC             |
| 1930/31 | VfL 08 Duderstadt    | 1. Vorrunde (1)                       | Dresdner SC             |
| 1931/32 | VfL 08 Duderstadt    | 2. Vorrunde (2)                       | PSV Chemnitz            |
| 1932/33 | VfL 08 Duderstadt    | 2. Runde (2)                          | Dresdner SC             |

## Rekordmeister
Rekordmeister der Gauliga Anhalt ist der VfL 08 Duderstadt, der sämtliche ausgespielte Meisterschaften gewinnen konnte.
|  | Verein            | Titel | Jahr                                                 |
|  | ----------------- | ----- | ---------------------------------------------------- |
|  | VfL 08 Duderstadt | 6     | 1927/28, 1928/29, 1929/30, 1930/31, 1931/32, 1932/33 |

## Ewige Tabelle
Berücksichtigt sind alle überlieferten Spielzeiten der erstklassigen Gauliga Eichsfeld von 1927 bis 1933. Die vollständige Abschlusstabelle der Meisterschaft 1927/28 ist nicht überliefert, daher ist für diese Spielzeit nur die Teilnahme berücksichtigt.
| Pl. | Verein                   | Jahre | Sp. | S  | U  | N  | T+  | T-  | Diff. | Punkte | Ø-Pkt. | Titel | Spielzeiten |
| --- | ------------------------ | ----- | --- | -- | -- | -- | --- | --- | ----- | ------ | ------ | ----- | ----------- |
| 1.  | VfL 08 Duderstadt        | 6     | 74  | 59 | 6  | 9  | 323 | 117 | +206  | 124:24 | 1,68   | 6     | 1927–1933   |
| 2.  | FC Brochthausen          | 6     | 73  | 37 | 5  | 31 | 234 | 153 | +81   | 79:67  | 1,08   | 0     | 1927–1933   |
| 3.  | 1. SC 1911 Heiligenstadt | 6     | 74  | 32 | 11 | 31 | 159 | 186 | −27   | 75:73  | 1,01   | 0     | 1927–1933   |
| 4.  | FC Concordia Beuren      | 4     | 60  | 27 | 11 | 22 | 151 | 147 | +4    | 65:55  | 1,08   | 0     | 1929–1933   |
| 5.  | VfR Dingelstädt          | 6     | 72  | 27 | 10 | 35 | 174 | 197 | −23   | 64:80  | 0,89   | 0     | 1927–1933   |
| 6.  | FC Arminia Fuhrbach      | 3     | 44  | 21 | 5  | 18 | 105 | 100 | +5    | 47:41  | 1,07   | 0     | 1930–1933   |
| 7.  | SV Viktoria Kirchworbis  | 4     | 59  | 19 | 8  | 32 | 116 | 169 | −53   | 46:72  | 0,78   | 0     | 1928–1932   |
| 8.  | SC Leinefelde 1912       | 4     | 44  | 18 | 3  | 23 | 88  | 119 | −31   | 39:49  | 0,89   | 0     | 1927–1931   |
| 9.  | FV Wacker Heiligenstadt  | 4     | 45  | 19 | 1  | 25 | 76  | 107 | −31   | 39:51  | 0,87   | 0     | 1927–1931   |
| 10. | FV Wacker Bernterode     | 2     | 28  | 9  | 3  | 16 | 44  | 61  | −17   | 21:35  | 0,75   | 0     | 1931–1933   |
| 11. | VfB Worbis               | 3     | 30  | 4  | 2  | 24 | 36  | 129 | −93   | 10:50  | 0,33   | 0     | 1927–1930   |
| 12. | FC Sport Breitenworbis   | 1     | 13  | 3  | 1  | 9  | 15  | 36  | −21   | 7:19   | 0,54   | 0     | 1932/33     |
| 13. | VfB Bleicherode b        | 1     | 0   | 0  | 0  | 0  | 0   | 0   | ±0    | 0:0    | 0      | 0     | 1927/28     |